# Primula yuparensis
Primula yuparensis är en viveväxtart som beskrevs av Hisayoshi Takeda. Primula yuparensis ingår i släktet vivor, och familjen viveväxter. Inga underarter finns listade i Catalogue of Life.